# Craspedia
 Craspedia  G.Forst., 1786  è un genere di piante angiosperme dicotiledoni della famiglia delle Asteraceae (sottofamiglia Asteroideae, tribù Gnaphalieae e sottotribù Gnaphaliinae).

## Etimologia
Il nome del genere deriva dal greco "kraspedon"  (= orlo o bordo) e si riferisce alle frange lanose sulle foglie della specie tipo.
Il nome scientifico del genere è stato definito dal botanico Johann Georg Adam Forster (1754-1794) nella pubblicazione " Florulae Insularum Australium Prodromus" (Fl. Ins. Austr. 58) del 1786.

## Descrizione

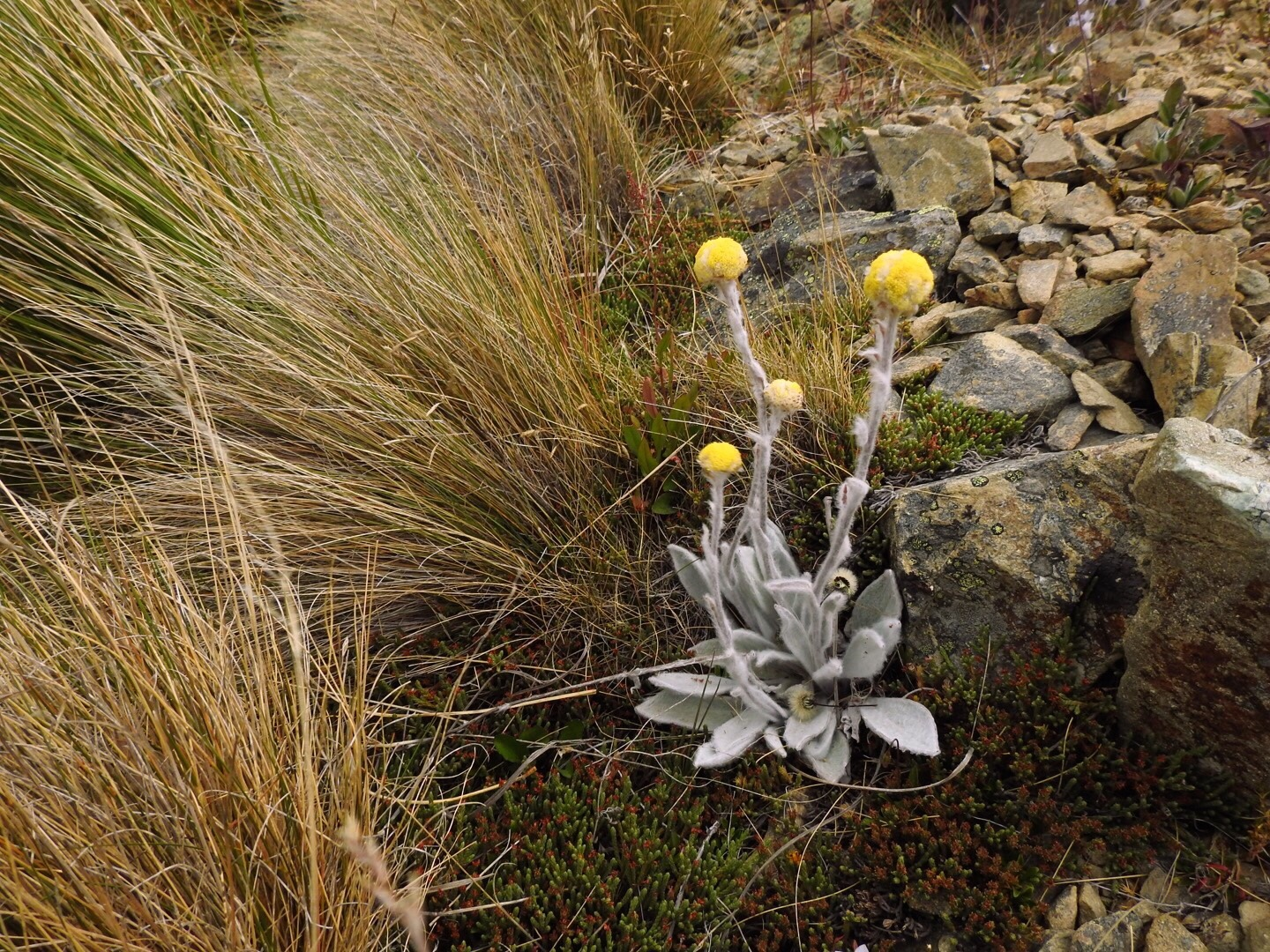
Il portamento
Craspedia incana

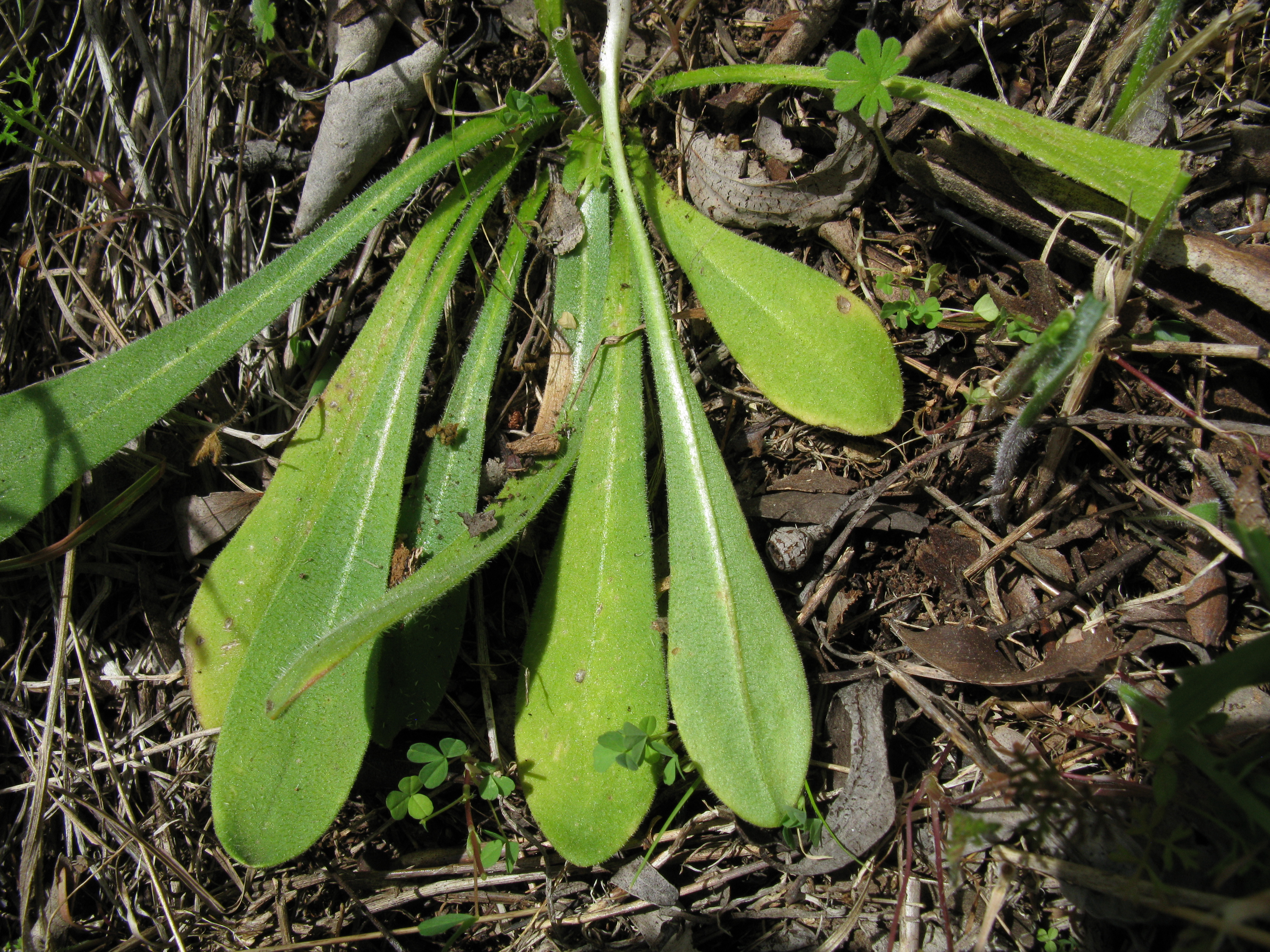
Le foglie
Craspedia variabilis

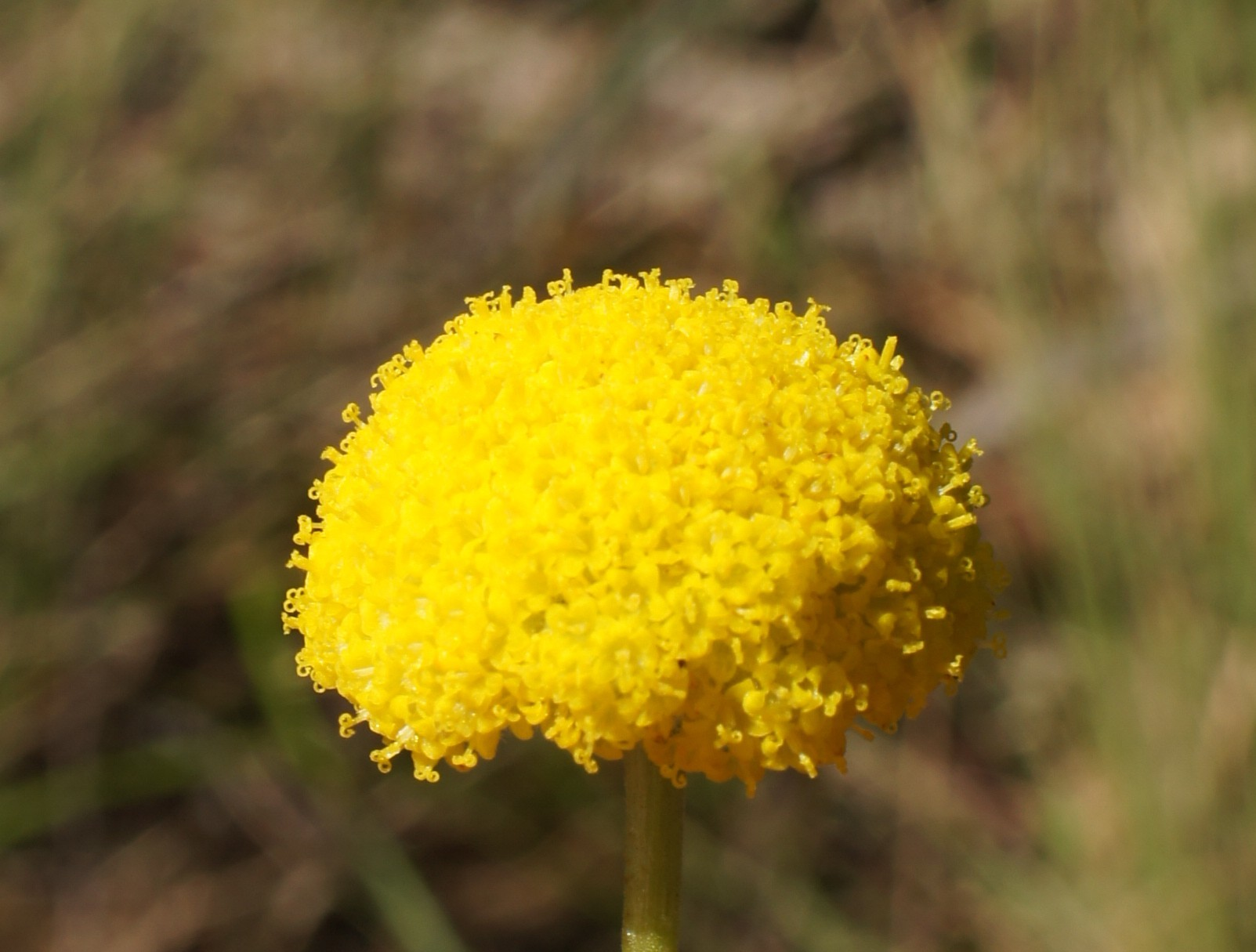
Infiorescenza
Craspedia canens

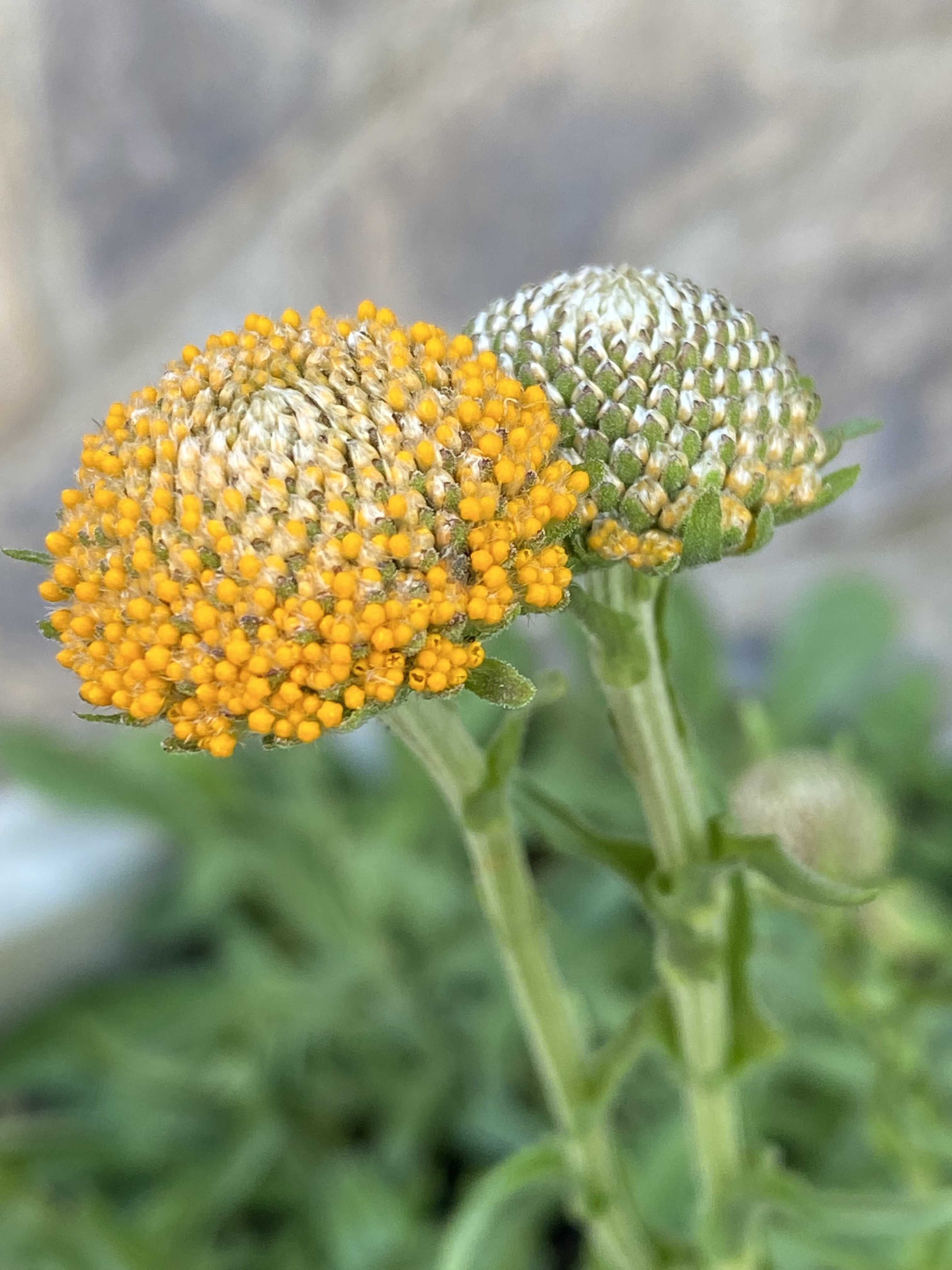
I fiori
Craspedia aurantia

Portamento. Le specie di questo gruppo hanno un habitus di tipo erbaceo annuale o perenne di tipo rosulato. Le superfici sono lanose. I cauli di queste piante sono provvisti del floema, ma non di canali resiniferi; mentre i sesquiterpeni lattoni sono normalmente assenti (piante senza lattice).
Fusto. La parte aerea in genere è eretta, semplice o ramosa. Le radici, a fittone, sono numerose e spesse.
Foglie. Le foglie sono disposte in modo alternato e sono quasi sempre sessili (spesso sono abbraccianti il fusto) in rosette basali (a volte sono presenti anche foglie cauline). La lamina è intera e piatta con forme generalmente strette; i margini sono continui a volte revoluti. La superficie è tomentosa o lanosa su entrambe le superfici.
Infiorescenza. Le sinflorescenze sono composte da diversi capolini (da 20 a 125) raccolti in formazioni di densi glomeruli emisferici. Le infiorescenze vere e proprie sono formate da un capolino terminale di tipo discoide omogamo sotteso da una brattea erbacea. I capolini sono formati da un involucro, con forme da globose a coniche, composto da 5 - 10 brattee, al cui interno un ricettacolo fa da base ai fiori. Le brattee, glabre o pelose a consistenza cartacea e colorate di bruno, sono disposte in modo più o meno embricato su più serie e possono essere connate alla base (strati di stereoma indiviso);  talora possono avere un margine ialino. Il ricettacolo è provvisto di pagliette a protezione della base dei fiori; la forma è simile ad un piolo.
Fiori.  I fiori (da 4 a 12 per capolino) sono tetra-ciclici (formati cioè da 4 verticilli: calice – corolla – androceo – gineceo) e pentameri (calice e corolla formati da 5 elementi). Sono inoltre tubulosi, attinomorfi e si distinguono in:
- fiori del disco esterni: sono assenti;
- fiori del disco centrali: sono ermafroditi e tubulosi.

In questo gruppo di piante i fiori radiati (ligulati o del raggio) sono assenti; a volte sono confusi con i fiori femminili (tubulosi) del disco esterno più o meno sub-zigomorfi con un lembo piatto e possono essere interpretati come fiori del raggio.
- Formula fiorale:

*/x K {\displaystyle \infty }, [C (5), A (5)], G 2 (infero), achenio
- Calice: i sepali del calice sono ridotti ad una coroncina di squame.
- Corolla: la forma della corolla normalmente è tubolare con 5 lobi (raramente 4); i lobi hanno una forma deltata o più o meno lanceolata. I colori della corolla sono giallo o arancio.
- Androceo: l'androceo è formato da 5 stami sorretti da filamenti generalmente liberi; gli stami sono connati e formano un manicotto circondante lo stilo; le teche (produttrici del polline) sono prive di sperone, ma hanno la coda (una sola); le appendici apicali delle antere hanno delle forme concave; il tessuto endoteciale (rivestimento interno dell'antera) è quasi sempre polarizzato (con due superfici distinte: una verso l'esterno e una verso l'interno). Il polline è di tipo echinato (con punte sporgenti) a forma sferica è formato inoltre da due strati di ectesine, mentre lo strato basale è spesso e regolarmente perforato (tipo “gnafaloide”).[7]
- Gineceo: l'ovario è infero uniloculare formato da 2 carpelli. Lo stilo (il recettore del polline) è intero o biforcato con due stigmi nella parte apicale. Gli stigmi hanno una forma variabile da subtroncata a ottusa; possono essere ricoperti da minute papille o avere dei penicilli apicali. Le superfici stigmatiche sono separate.[7]

Frutti. I frutti sono degli acheni con pappo. Gli acheni sono piccoli a forma variabile obovoidale; la superficie può essere papillosa, o ricoperta peli ghiandolosi o di doppi tricomi allungati; il pericarpo può essere percorso longitudinalmente da alcuni fasci vascolari. Il pappo è formato da una serie di setole piatte e piumose connate in un anello.

## Biologia
Impollinazione: tramite insetti (impollinazione entomogama tramite farfalle diurne e notturne).

Riproduzione: la fecondazione avviene fondamentalmente tramite l'impollinazione dei fiori.

Dispersione: i semi cadono a terra e vengono dispersi soprattutto da insetti come formiche (disseminazione mirmecoria). Un altro tipo di dispersione è zoocoria: gli uncini delle brattee dell'involucro (se presenti) si agganciano ai peli degli animali di passaggio che portano così i semi anche su lunghe distanze. Inoltre per merito del pappo il vento può trasportare i semi anche per alcuni chilometri (disseminazione anemocora).

## Distribuzione e habitat
Le specie di questo genere sono distribuite in Australia, Tasmania e Nuova Zelanda.

## Tassonomia
La famiglia di appartenenza di questa voce (Asteraceae o Compositae, nomen conservandum) probabilmente originaria del Sud America, è la più numerosa del mondo vegetale, comprende oltre 23.000 specie distribuite su 1.535 generi, oppure 22.750 specie e 1.530 generi secondo altre fonti (una delle checklist più aggiornata elenca fino a 1.679 generi). La famiglia attualmente (2021) è divisa in 16 sottofamiglie; la sottofamiglia Asteroideae è una di queste e rappresenta l'evoluzione più recente di tutta la famiglia.

### Filogenesi
Il genere di questa voce è descritto nella tribù Gnaphalieae, una delle 21 tribù della sottofamiglia Asteroideae. Da un punto di vista filogenetico, la tribù Gnaphalieae fa parte del supergruppo (o sottofamiglia) "Asteroideae grade"; l'altro è il supergruppo "Non-Asteroideae" contenente il resto delle sottofamiglie delle Asteraceae. All'interno del supergruppo è vicina alle tribù Senecioneae, Calenduleae, Astereae e Anthemideae.
La sottotribù Gnaphaliinae è caratterizzata da portamenti di vario tipo con specie ginomonoiche e monoiche, da foglie con margini interi, da capolini disciformi omogami o eterogami e raramente radiati (o subradiati), dallo stilo con rami troncati e superfici stigmatiche separate apicalmente, da acheni glabri o con tricomi allungati e pappo ridotto.
Il genere  Craspedia appartiene al gruppo Australasian clade, un gruppo informale monofiletico della sottotribù Gnaphaliinae diviso in quattro sottocladi: Angianthus (specie effimere dell'Australia occidentale), Waitzia (specie perenni dell'Australia orientale), Cassinia (specie con portamento arbustivo) e Euchiton (specie perenni simili a piante lanose e alpine). Il genere di questa voce pur appartenendo al clade Australasian, non è incluso in nessun sottoclade specifico..
I caratteri distintivi del genere  Craspedia sono:
- i capolini sono pedicellati;
- i capolini hanno delle forme tipo glomeruli;
- il ricettacolo è simile ad un piolo.

Il numero cromosomico delle specie di questo genere è: 2n = 22, 44, 66, 88 e 110.

### Elenco delle specie
Questo genere ha 27 specie:
- Craspedia adenophora K.L.McDougall & N.G.Walsh
- Craspedia alba  J.Everett & Joy Thomps.
- Craspedia aurantia  J.Everett & Joy Thomps.
- Craspedia basaltica  J.Everett ex N.G.Walsh
- Craspedia canens  J.Everett & Doust
- Craspedia costiniana  J.Everett & Joy Thomps.
- Craspedia crocata  J.Everett & Joy Thomps.
- Craspedia cynurica  Rozefelds & A.M.Buchanan
- Craspedia glabrata  (Hook.f.) Rozefelds
- Craspedia glauca  (Labill.) Spreng.
- Craspedia gracilis  Hook.f.
- Craspedia haplorrhiza  J.Everett & Doust
- Craspedia incana  Cockayne & Allan
- Craspedia lamicola  J.Everett & Joy Thomps.
- Craspedia lanata  (Hook.f.) Allan
- Craspedia leucantha  F.Muell.
- Craspedia macrocephala  Hook.
- Craspedia major  (Hook.f.) Allan
- Craspedia maxgrayi  J.Everett & Joy Thomps.
- Craspedia minor  (Hook.f.) Allan
- Craspedia paludicola  J.Everett & Doust
- Craspedia preminghana  Rozefelds
- Craspedia robusta  (Hook.f.) Cockayne
- Craspedia rosulata  Rozefelds & A.M.Buchanan
- Craspedia sylvestris  J.Everett ex N.G.Walsh
- Craspedia uniflora  G.Forst.
- Craspedia variabilis  J.Everett & Doust

### Sinonimi
Sono elencati alcuni sinonimi per questa entità:
- Richea Labill.